# ギルバーグ
ギルバーグ（Gillberg）のリングネームで知られるドゥエイン・ギル（Duane Gill、1959年7月10日 - ）は、アメリカ合衆国のプロレスラー。メリーランド州グレンバーニー出身。
キャリア全盛期のWWF所属時代に、当時WCWで大人気のビル・ゴールドバーグのパロディ・レスラー、ギルバーグのリングネームで活動していた。また、WWFライトヘビー級王座も獲得しており、5番目に長い王座保持期間の記録者でもある。

## 来歴
1990年にギルはアメリカのインディー団体で覆面レスラーとしてデビューし、ペイン（Pain）のリングネームで同じマスクマンのアゴニー（Agony）ことバリー・ハーディと共にローズ・オブ・ダークネス（The Lords of Darkness）を結成している。1991年8月にクリーム・チーム（デビッド・ディメクリオ&リップ・ソーヤー）を破り、ミッド・イースタン・レスリング・フェデレーション（Mid-Eastern Wrestling Federation）のタッグ王座であるMEWFタッグチーム王座の初代王者になっている。
1992年にWWFのバトルロイヤルに参加、2ヵ月後には40人バトル・ロイヤルに出場している。1993年になるとローズ・オブ・ダークネスはエクスキューショナーズ（The Executioners）と名前を変えWWFのタッグ戦線に現れるようになり、マンデ・ナイトー・ロウで他のタッグと試合をするようになるがジョバーとしての活動が多かった。1994年初頭にタッグ・チームは解散し、4月にハーディーはWWFから離脱している。ギルは本名で活動を開始するが1994年にWWFから去っている。1998年のサバイバー・シリーズでマンカインドの相手としてWWFに復帰している。その後はアル・スノー、スコーピオ、ボブ・ホーリーらとJ.O.B Squadを結成している。また、マーク・メロの引退試合の相手をし、JOBの介入を経て勝利している。
11月17日のRAW is WarでクリスチャンからWWFライトヘビー級王座を獲得している。まもなくすると当時競争相手だったWCWのトップスターのビル・ゴールドバーグを真似たギミックに転換、リングネームをギルバーグ（Gillberg）に改めている。ゴールドバーグが『最強の男』ギミックであればギルバーグは『最弱の男』ギミックだった（当初はゴールドバーグが173連勝したのにあやかり、ギルバーグには173連敗させる予定だった）。ギルバーグはゴールドバーグのあらゆる部分を真似するようになり、控え室からバックステージまで歩くシーンや入場時の左右からの火花とスモーク、ゴールドバーグ・チャントならぬギルバーグ・チャントまで、ありとあらゆる部分をパロディ化していた（火花は手持ち花火、スモークは消火器で代用されていた）。また、ゴールドバーグと同じようなタトゥーを右腕にいれたり、ゴールドバーグの代名詞である「Who's next?（次に俺に倒されるのは誰だ?）」を最弱ギミックのギルバーグ風にアレンジした「Who's First（最初に俺に倒されるのは誰だ?）」としている。
1999年のRoyal Rumbleに出場するがエッジに排除されてしまっている。2月15日のゴールダストとの試合でJ.O.Bのメンバーであるブルー・ミーニーの介入を経てWWFで初勝利をあげている。ギルバーグはハウス・ショーやテレビ・ショーでタイトルの防衛戦をしなかったため忘れ去られていた。そのためにWWFから数ヶ月オフをとった後、2000年2月のサンデ・ナイト・ヒートでタイトルを移動させるためにエッセ・リオスと試合をし、敗北してタイトルを失っている。また、このタイトル移動試合がWWF最後の試合となった。WWFから離脱してインディー団体で活動をしていてもギルバーグのギミックを継続し、メリーランド・チャンピオンシップ・レスリング（Maryland Championship Wrestling）を主戦場に活動していた。
WCW崩壊に伴い2003年にゴールドバーグがWWEと契約するとザ・ロックとの抗争を開始すると4月にギルは復帰、WWF離脱前のギルバーグのギミックで活動するようになる。ロックとゴールドバーグの抗争中にはゴールドバーグを攻撃して逆に返り討ちにあっていたが、その隙にロックが背後からゴールドバーグを攻撃し、一目散に逃げる展開もあった。ゴールドバーグが退団になるとギルバーグも同じく消えている。
2007年12月10日、WWE・RAW 15th Anniversaryにて登場。オールドタイマーによる15人バトルロイヤルに出場。ゴングが鳴ると参加レスラー全員に担がれリングを一周回り場外へと投げ捨てられた。
2017年2月13日、WWE・RAWにて10年ぶりとなる登場を果たす。ゴールドバーグに対戦を申し込んだケビン・オーエンズに対してクリス・ジェリコから皮肉を込めた意味で呼び込まれるが入場後、場外で襲撃を受けるとリングに叩きつけられフェードアウトした。

## その他
- 2010年7月にメリーランド州セバーンにギルバーグズ・プロレスリング・アカデミー（Gillberg's Pro Wrestling Academy）という名前のレスリング・スクールを開いていたが、2020年現在は閉鎖されている。

## 得意技
ビル・ゴールドバーグのパロディ・ギミックに基づきゴールドバーグと同じ技を使用する。
ジャック・ハマー
ブレーンバスターで持ち上げてパワースラムの様に体重を乗せてマットに叩きつける。ゴールドバーグの絶対的フィニシャーをそのままコピーした。
スピアー
姿勢を低くしながら走り相手の腹部へアメフトのタックルの様に強烈に右肩を突き刺す。こちらもゴールドバーグの得意技をコピーした。
- ダブルアーム・スープレックス
- パンプルハンドル・フォール・アウェイ・スラム
- スーパー・キック

## 獲得タイトル
ASWA（Atlantic States Wrestling Alliance）
- ASWAタッグチーム王座 : 2回（w / アゴニー)

ECPW（East Coast Pro Wrestling）
- ECPWタッグチーム王座 : 1回（w / エクスキューショナー#2）

EWF（Eastern Wrestling Federation）
- EWFタッグチーム王座 : 1回（w / アゴニー）

MEWF（Mid-Eastern Wrestling Federation）
- MEWFタッグチーム王座 : 1回（w / アゴニー）

NWA New Jersey
- NWA New Jerseyジュニアヘビー級王座 : 1回

WWA（World Wrestling Alliance）
- WWA世界タッグチーム王座 : 5回（w / バリー・ハーディー×3、ウェイン・ギル×2）

WWF（World Wrestling Federation）
- WWFライトヘビー級王座 : 1回